# Emil Kahnemann
Emil Kahnemann (geb. 4. Oktober 1871 in Flatow, Deutschland; gest. 18. Februar 1930 in Frankfurt (Oder), Deutschland) war ein deutscher Chemiker und Pharmazeut.

## Biografie
Kahnemann ging in Preußisch Friedland zur Schule und erhielt 1890 sein Vorexamen in Schleswig, 1895 folgte das Staatsexamen an der Universität München. Am 18. Dezember 1895 immatrikulierte er sich an der Universität Rostock, wo er seine Doktorarbeit verteidigte. Der Hinstorff Verlag in Rostock veröffentlichte 1897 seine Studie Über N-Oxychlorphosphine des Piperidins und einige Oxyphosphazoverbindungen.
Am 1. Februar 1901 übernahm Kahnemann von F. Wendtland G. Steltzers Einhorn-Apotheke Große Scharrnstraße 79 in Frankfurt (Oder). Er war Mitglied im Vorstand des Gaues Brandenburg des Deutschen Apothekervereins und der Gruppe Mittlere Ostmark der Deutschen Pharmazeutischen Gesellschaft. Zudem war er stellvertretender Vorsitzender der Synagogengemeinde.
Kahnemann verstarb nach kurzer Krankheit im Alter von 58 Jahren und wurde auf dem Jüdischen Friedhof Frankfurt (Oder) beigesetzt. Es gab keine jüdische Symbolik auf seinem Grabstein, nur die Inschrift: „DR. EMIL KAHNEMANN / GEB. 4 OKT. 1871 / GEST. 18. FEBR. 1930“. Der Grabstein wurde in den 1970er Jahren zerstört.
Kahnemann war mit Margarete Kahnemann (1873–1942, geb. Müllerheim) verheiratet, mit der er eine Tochter namens Ruth (geboren 1906) hatte. Nach seinem Tod 1930 übernahm seine Frau die Apotheke, bis diese 1936 arisiert wurde. Frau und Tochter wurden 1942 von den Nazis ins Ghetto Riga verschleppt, wo sie umkamen. Beiden wurde in Frankfurt (Oder) ein Stolperstein gesetzt.